# Tørsbøl-Padborg-banen
Tørsbøl-Padborg-banen var en jernbanestrækning mellem Padborg og Tørsbøl i Sønderjylland 1901-32.

## Historie
Banen blev etableret af de preussiske statsbaner mens Sønderjylland var en del af det Tyske Rige. Beslutningen om banen blev taget 29. april 1894, men banen blev først åbnet i 1901 sammen med banen fra Tinglev via Tørsbøl til Sønderborg, den nuværende Sønderborgbane. Padborg-Tørsbøl-Sønderborg var hovedstrækningen i den tyske tid, mens Tinglev-Tørsbøl kun var en sidebane, der skabte direkte forbindelse med Tønder-Tinglev-banen og den øvrige del af det nuværende Sønderjylland. Efter Genforeningen i 1920 blev rollerne byttet om. Tinglev-Tørsbøl blev den ny hovedforbindelse, og i 1932 blev Padborg-Tørsbøl nedlagt.

## Strækningsdata
- Oprettet: 15. juli 1901
- Længde: 14,8 km
- Sporvidde: 1.435 mm
- Skinnevægt: 33,4 kg/m
- Maks. hastighed: 45 km/t
- Nedlagt: 21. maj 1932

## Standsningssteder
- Tørsbøl station (Tsb) i km 0,0 – forbindelse med Sønderborgbanen. På stationsterrænet står en mindesten for Padborg-Tørsbøl-banen.
- Holbøl station (Hol) i km 3,9. Stationsbygningen er nedrevet.
- Smedeby station (Nü) i km 10,9. Hed i den tyske tid Norderschmedebye for ikke at forveksles med Süderschmedeby syd for Flensborg.
- Padborg station (Pd) i km 14,8 – forbindelse med Vamdrup-Padborg-banen.

## Strækninger hvor banetracéet er bevaret
2 km af banens tracé er bevaret og tilgængeligt.
- Fra stationsterrænet i Holbøl mod vest
- Fra Tøndervej mod syd til Smedeby
- Mod syd fra Padborgvej i Smedeby